# Altanera Evangelina Garret
Altanera Evangelina Garret es una telenovela argentina emitida en 1962 por Canal 13, dentro del ciclo Teatro Palmolive del Aire.Escrita por Alberto Migré, a partir de la radionovela homónima creada por el propio autor, en la década de 1950. Fue protagonizada por Atilio Marinelli y Mabel Landó.

## Sinopsis
Cuenta la historia de la joven y caprichosa alumna que se enamora de su noble profesor, el enfrentamiento de este hombre generoso con la inconsciencia de una mujer niña crean dramáticas alternativas emocionales.

## Reparto
- Atilio Marinelli como Roberto
- Mabel Landó como Evangelina Garrett
- Delfy de Ortega como Gabriela
- Irma Roy
- Margara Alonso
- Mirta Basso
- Amalia Bernabé
- Hector Sturman
- Rodolfo Salerno
- Oscar Ferrigno
- Gloria Ferrandiz

## Ficha técnica
- Estreno: 1962
- País: Argentina
- Libro: Alberto Migré
- Director: Manuel Vicente
- Puesta en escena: José María Funes
- Escenografía: Enrique Zanini
- Ciclo: Teatro Palmolive del aire
- Cadena: Canal 13
- Localización: Buenos Aires

## Versiones
Altanera Evangelina Garret está basada en la radionovela homónima de Alberto Migré. Las otras versiones de esta historia son:
- Adorable profesor Aldao: Telenovela argentina realizada por Canal 9 en 1968, protagonizada por Guillermo Bredeston y Beatriz Taibo.
- El adorable profesor Aldao: Telenovela peruana realizada por Panamericana Televisión en 1971, protagonizada por Julio Alemán y Regina Alcover.
- Pablo en nuestra piel: Telenovela argentina realizada por Canal 13 en 1977, protagonizada por Arturo Puig y María Valenzuela.
- Carmín: Telenovela peruana realizada por Panamericana Televisión en 1984, protagonizada por Patricia Pereyra y Roberto Moll.
- El hombre que amo: Telenovela argentina realizada por Canal 9 en 1986, protagonizada por Germán Kraus, Stella Maris Closas y Silvia Kutika.
- Besos robados: Telenovela venezolano-peruana realizada por Venevisión y Frecuencia Latina en 2004, protagonizada por Stephanie Cayo y Juan Carlos García.